# رالف لی
رالف لی (انگلیسی: Rolf Lie; ۲۰ مهٔ ۱۸۸۹ – ۱۸ ژوئن ۱۹۵۹) ژیمناست هنری اهل نروژ بود.